# Marché de Vegueta
 (février 2023).
Le marché de Vegueta est un marché d'approvisionnement de la ville de Las Palmas de Gran Canaria, aux Îles Canaries (Espagne). Situé dans le quartier historique de Vegueta, il est le premier marché construit sur les Îles Canaries.

## Histoire
Le Marché de Vegueta date de 1856, bien qu'il ait officiellement été inauguré en 1858. À cette époque, les communications étaient difficiles. Au milieu du XIXe siècle, il y avait un grave problème d'approvisionnement dans l'archipel et c'est pourquoi a été prise la décision de créer le premier marché central des îles dans la capitale de l'île de Grande Canarie. Les produits offerts étaient alors principalement locaux.
Le Marché de Las Palmas, qui est sa véritable dénomination, a fait l'objet d'une initiative publique destinée à convertir ce bâtiment commercial avec l'esprit de fournir à la ville un centre civique stable. La ville n'avait alors, vers 1940-1950, aucun attrait architectural notable, à l'exception de la Cathédrale.

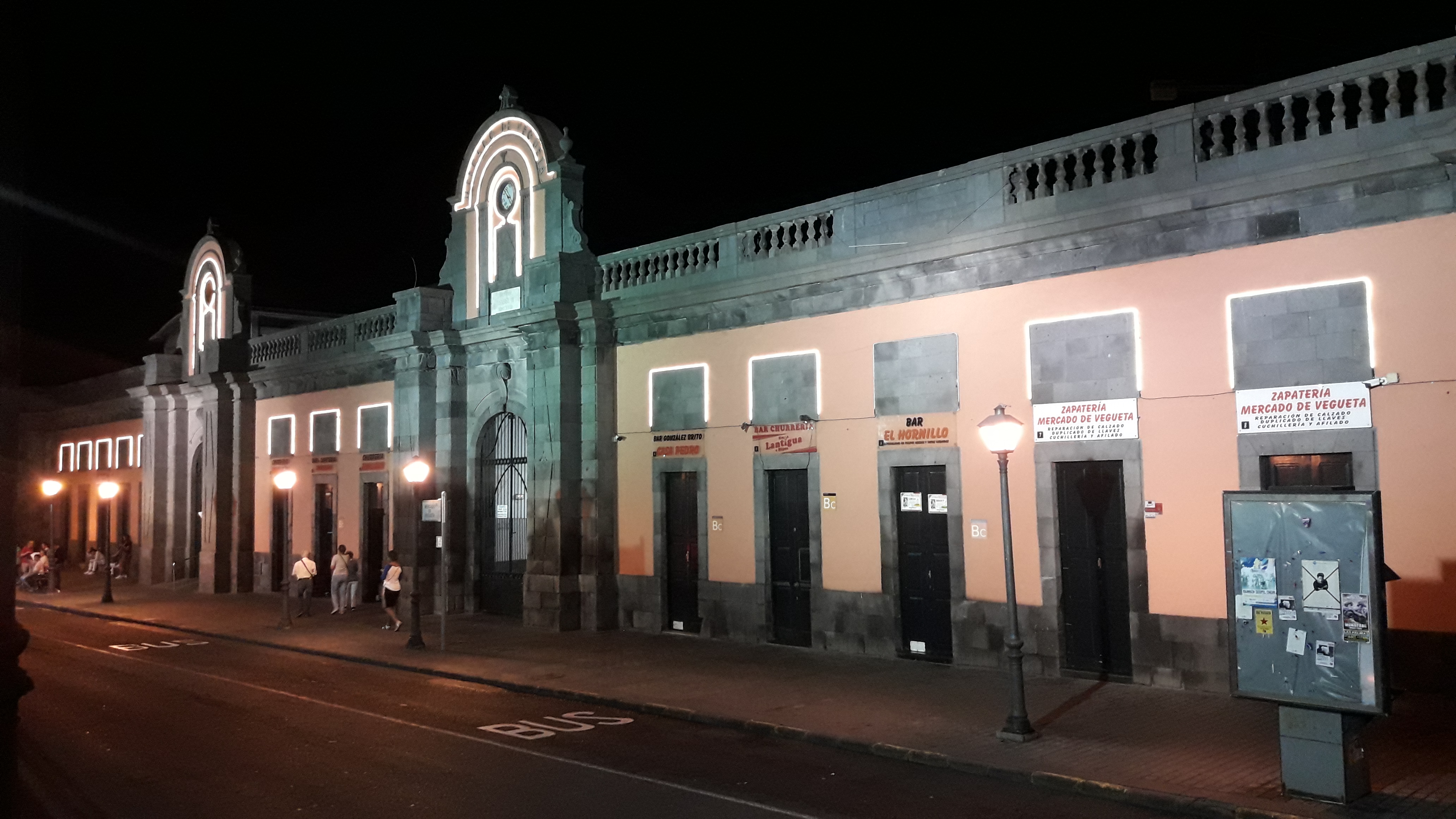
Vue nocturne de la façade du marché.

En 2008, pour son 150e anniversaire, le Marché de Vegueta a reçu la Médaille d'Or de la ville de Las Palmas de Gran Canaria.